# Bryum lamprocomum
Bryum lamprocomum är en bladmossart som beskrevs av C. Müller 1879. Bryum lamprocomum ingår i släktet bryummossor, och familjen Bryaceae. Inga underarter finns listade i Catalogue of Life.